# 若昂一世
若昂一世（葡萄牙語：João I，1357年4月11日—1433年8月14日），葡萄牙和阿爾加維國王（1385年—1433年，被稱為「若昂大帝」）。他是葡萄牙國王佩德羅一世的私生子，母親為特蕾莎·盧倫索。6歲時被父親佩德罗封为阿维什骑士团的首领。
1383年10月，若昂同父異母的哥哥斐迪南一世逝世，在沒有男性繼承人下，幾經努力才由斐迪南一世唯一的女兒比阿特麗斯公主繼任。比阿特麗斯公主亦因此與卡斯蒂利亞國王胡安一世結婚。但是當時民心卻不希望他倆結婚，害怕因此葡萄牙被卡斯蒂利亞吞併。因此1383年至1385年的空位時期發生。若望另两个同父异母兄大若望和迪尼什也成为王位竞争者。
直至1385年4月6日，國會宣布在科英布拉會見身為阿维什騎士團首領若昂，會面後宣佈他為葡萄牙國王。這實際上是對卡斯蒂利亞宣戰，因為胡安一世覬覦葡萄牙王位。不久之後，卡斯蒂利亞國王率軍入侵葡萄牙，希望攻陷里斯本及要求若昂一世退位。卡斯蒂利亞的國王胡安一世勾結法國騎兵部隊。另一方面，葡萄牙取得英國軍隊的支持。若昂一世成功抵抗了卡斯蒂利亞的入侵。1385年8月14日，若昂一世在阿勒祖巴洛特戰役中殲滅入侵的敵軍，鞏固了葡萄牙王位，并以哥哥大若昂和迪尼什和西班牙合作为由断绝了他们继承王位的希望，8月14日也成為葡萄牙人每年固定慶祝的「獨立日」之一。與卡斯蒂利亞有零星的戰鬥直至1390年胡安一世去世為止。
若昂一世在胡安一世死後無嗣的情況下，和平地統治葡萄牙，積極追求國家的經濟發展。1415年，若昂一世派軍隊包圍和征服休達，通過佔領休達，實行他壓制摩爾人並控制非洲海岸航行的目的，此為中世紀的歐洲行出打開阿拉伯世界第一步。他安排21歲的兒子恩里克王子擔任休達總督，展開其名留千古的偉大航海事業，這實際上開始了葡萄牙探險家的航海時代。他也重組了葡萄牙的官僚體系並改革法律和司法，使之更有效率。
當時的作家形容若昂一世是一個非常有才智的君主，他熱衷於集中君主權力的同時又有仁慈及善良的個性。年輕時因為學習成為宗教秩序的學者，使他不尋常地成為歐洲中世紀期間其中一位有教養的國王。若昂一世熱愛知識和文化的態度也傳遞給他的兒子：未來的國王杜阿爾特是一位詩人和作家科英布拉公爵佩德羅是當時其中一位博學的王子，以及維塞烏公爵恩里克王子開辦航海學校及投入巨資支持航海科學與發展這個主題。

## 兒女
若昂一世在1387年娶了英格蘭蘭開斯特公爵岡特的約翰之女菲莉琶，他們共有六男三女。若望一世亦與伊尼斯·佩雷斯有三個私生子女。
| 姓名                                                       | 出生日期       | 死亡日期       | 註記                                                                                 |
| ---------------------------------------------------------- | -------------- | -------------- | ------------------------------------------------------------------------------------ |
| 妻子蘭開斯特的菲莉琶 (1359–1415年7月19日;1387年2月2日結婚) |                |                |                                                                                      |
| 長女布蘭卡公主                                             | 1388年7月13日  | 1389年3月6日   |                                                                                      |
| 長子阿豐索王子                                             | 1390年7月30日  | 1400年12月22日 |                                                                                      |
| 次子杜阿爾特王子                                           | 1391年10月31日 | 1438年9月13日  | 繼承王位成為葡萄牙第十一任國王杜阿爾特一世                                           |
| 三子佩德羅王子                                             | 1392年12月9日  | 1449年5月20日  | 科英布拉公爵，死於阿爾法洛貝拉之戰                                                   |
| 四子恩里克王子                                             | 1394年3月4日   | 1460年11月13日 | 葡萄牙著名的航海家，維塞烏公爵及基督騎士團的首領。                                   |
| 次女伊莎貝爾公主                                           | 1397年2月21日  | 1471年12月11日 | 勃艮第公爵夫人，其夫為勃艮第公爵菲利普三世                                           |
| 三女布蘭卡公主                                             | 1398年4月11日  | 1398年7月27日  |                                                                                      |
| 五子若昂                                                   | 1400年1月13日  | 1442年10月18日 | 第三任葡萄牙元帥，伊莎貝拉一世之外曾祖父                                             |
| 六子斐迪南王子                                             | 1402年9月29日  | 1443年6月5日   | 又稱為聖王子，阿維什騎士團的首領。1437年在丹吉爾被摩洛哥王國俘虜，囚禁至1443年逝世。 |
| 與伊尼斯·佩雷斯 (c. 1350–1400?)                            |                |                |                                                                                      |
| 阿方索王子                                                 | 1377年8月10日  | 1461年12月15日 | 私生子，首任布拉甘薩公爵                                                             |
| 布蘭卡公主                                                 | 1378年         | 1379年         | 私生女                                                                               |
| 比阿特麗斯公主                                             | 1382年         | 1439年10月25日 | 私生女，先後嫁給第十二任阿倫德爾侯爵及埃克塞特公爵約翰霍蘭德。                       |

(参见英语版和德语版的若昂一世子女列表)